# 安杰尔科·久里契奇
安杰尔科·久里契奇（羅馬化：Anđelko Đuričić，1980年11月21日—），塞尔维亚男子足球运动员，场上位置是守门员。他曾代表塞尔维亚国家队参加2010年国际足联世界杯，结果队伍止步小组赛阶段。